# 쿠사카 테루코
쿠사카 테루코(일본어: 日下 輝子 くさか てるこ[*], 1월 11일 생)는 전 다카라즈카 가극단 하나구미 주연 여역 클라스이다. 오사카부 출신으로, 재단 당시 애칭은 "오토쿠"이다.

## 약력
1938년, 28기생으로써 다카라즈카 소녀 가극단 (현 다카라즈카 가극단)에 입단했다. 입단 당시 성적은 29명 중 14등. 1940년, 하나구미 공연 『세계의 시집』으로 초무대를 밟았다.
1951년, 하나구미 부조장을 맡았다.
같은 해 11월, 다카라즈카 가극단을 퇴단하였다. 최종출연 공연 연목은 하나구미 나고야 공연 『우미인』이다.

## 재단 당시 주요 무대
- 『그리운 애리조나』 (하나구미) (1949년 7월 16일 - 8월 8일, 다카라즈카 대극장)
- 『다카라즈카오도리』 (하나・호시구미) (1950년 12월 1일 - 12월 28일, 다카라즈카 대극장)

## 같이 보기
- 오사카부 출신 인물 목록